# Çövenli, Vize
Çüvenli là một xã thuộc huyện Vize, tỉnh Kırklareli, Thổ Nhĩ Kỳ. Dân số thời điểm năm 2011 là 398 người.